# Winside (Nebraska)
Winside est un village du comté de Wayne, dans l'État du Nebraska, aux États-Unis. En 2020, il comptait une population de 381 habitants.